# Спортивный комплекс боевых искусств (Ашхабад)
Спортивный комплекс боевых искусств (туркм. Başa-baş söweş sungaty sport toplumy) — спортивный комплекс, предназначенный для проведения тренировок сборов и соревнований по боевым искусствам. Расположен в Ашхабаде, на территории Олимпийского городка.

## История
Строительство осуществилось компанией Polimeks рамках подготовки к проведению Азиатских игр в помещениях 2017 года в Ашхабаде. Проектирование и строительство велось в полном соответствии с техническим регламентом Международного Олимпийского Комитета и Олимпийского совета Азии.
В мае 2016 года в комплексе было проведено первое соревнование — Чемпионат Азии по самбо.

## Характеристика
Вместимость арены — 5,000 зрительских мест. Основной зал имеет размеры 52 м на 30 м, где можно разместить 3 татами одновременно. На данной арене могут проводиться соревнования по таким видам спорта, как спортивная борьба, бокс, самбо, тхэквондо и тяжёлая атлетика.